# Jun'yō
El Jun'yō (隼鷹 Halcón peregrino?) fue un portaaviones de la Armada Imperial Japonesa perteneciente a la Clase Jun'yō que fueron el resultado de la transformación de transatlánticos de la Nippon Yusen Kaisha (Japan Mail Steamship company), el Kashiwara Maru (Jun'yō) y el Idzumo Maru (Hiyō).  El Jun'yō fue uno de los pocos portaaviones japoneses que sobrevivieron intactos a la guerra.

## Construcción y características
Estando en fase de construcción en 1940 en los astilleros de Mitsubishi de Nagasaki, el Kashiwara Maru, un transatlántico de línea de la compañía Nippon Yusen Kaisha, fue redestinado a ser convertido portaaviones en octubre de 1940. La planta propulsora la componían 6 calderas Mitsubishi más dos turbinas engranadas a dos ejes con hélices tetrapalas que le permitían una velocidad de 25,5 nudos lo que lo limitó inicialmente en operaciones de escuadra y operó junto a su gemelo en misiones solitarias de importancia secundaria hasta que los resultados de la Batalla de Midway hicieron que su rol fuera reconsiderado.
La deficiente compartimentación interna producto de la reminiscencia de su diseño civil, impidió la creación de espaciosos hangares, teniendo en cambio un largo y estrecho hangar de dos pisos con capacidad para alojar 53 aparatos.
Tenía una proa de alto arrufo, tipo atlántica con bulbo tipo Taylor y popa tipo crucero. Los extremos de la cubierta de vuelo eran en voladizo y en su parte popel alojaba lanchas de servicio y desembarco que eran dispuestos en el mar con un sistema de railes similar a la clase Soryu.
En comparación con otros portaaviones reconvertidos desde buques de línea, como la clase Taiyō por ejemplo, el Jun'yō resultó mucho mejor armado, velocidad superior, mejor diseñado al dotársele de un puente isla a estribor con una chimenea inclinada en 26° siendo esto una innovación efectiva para el desvío de humareda sobre cubierta y que fue más tarde replicada en el Taihō y Shinano. 
Como defectos, careció de sistema antitorpedos (bulges) y de blindaje en la cubierta de vuelo. Fue considerado cercano a la clase Soryu en cuanto a eslora y disposición general.
El Jun'yō fue dotado inicialmente con un solo radar tipo 21 situado en el puente-isla.
Fue botado en 26 de junio de 1941 y llamado Jun'yō el 5 de julio de 1942.

### Modernizaciones y modificaciones
- En marzo de 1943 se le agregaron dos directores de tiro AA tipo 95 y un segundo radar tipo 21 en una estructura sobresaliente a babor de la cubierta de vuelo en el sector popel.[1]
- En julio de 1943, se le incrementó su defensa antiaérea con montajes dobles de 25 mm tipo 96.
- En febrero de 1944, se sustituyen todos los montajes dobles reemplazándose por montajes triples de 25 mm tipo 96. Se le pintó con un camuflaje de combinación de pinturas verdes llamado camuflaje tipo 21 y 22. Se le instaló en el mástil, un radar tipo 2.
- En marzo de 1944, los depósitos de gasoil para aviación fueron reforzados con concreto y se le reforzó su defensa antiaérea cuatro montajes en el puente isla tipo 96.[2]
- En agosto de 1944, se le instaló un radar tipo 13 en el mástil-señalero, más montajes triples de 25 mm tipo 96 y 6 racks de cohetes antiaéreos de 120 mm.

## Historial de servicio

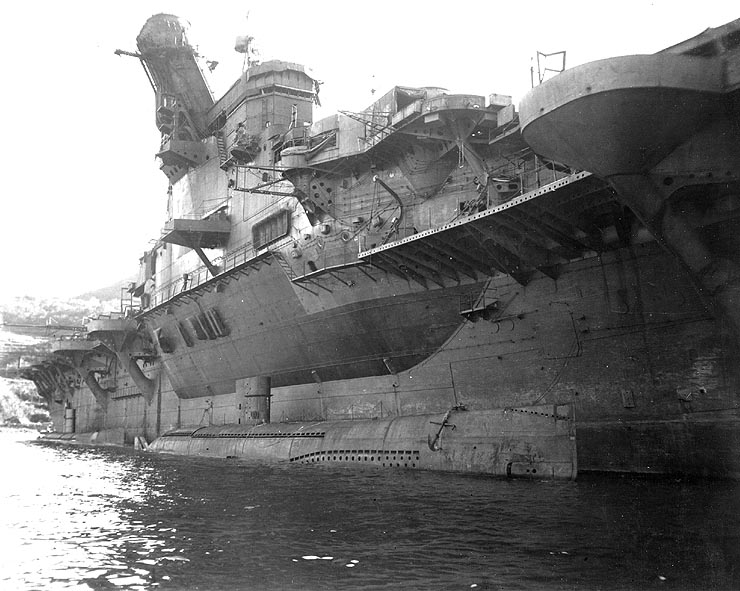
El Jun'yō en Sasebo junto a dos submarinos tipo HA-201.

El Junyō participó en la operación MI (ver batalla de Midway) en junio de 1942 como parte de las fuerzas de distracción que atacaron Kishka y Dutch Harbor en las islas Aleutianas. Mostró actividad en las islas Salomón tomando parte junto a su gemelo el Hiyō en la batalla de Guadalcanal y el 26 de octubre de 1942 tomó parte en la Batalla de las Islas Santa Cruz donde fue atacado pero no recibió daño alguno. En 1943, participa como transporte de tropas y refuerzos a las islas Carolinas y el 5 de noviembre de 1943 es atacado por el USS Halibut quien inutiliza sus sistema de gobierno.

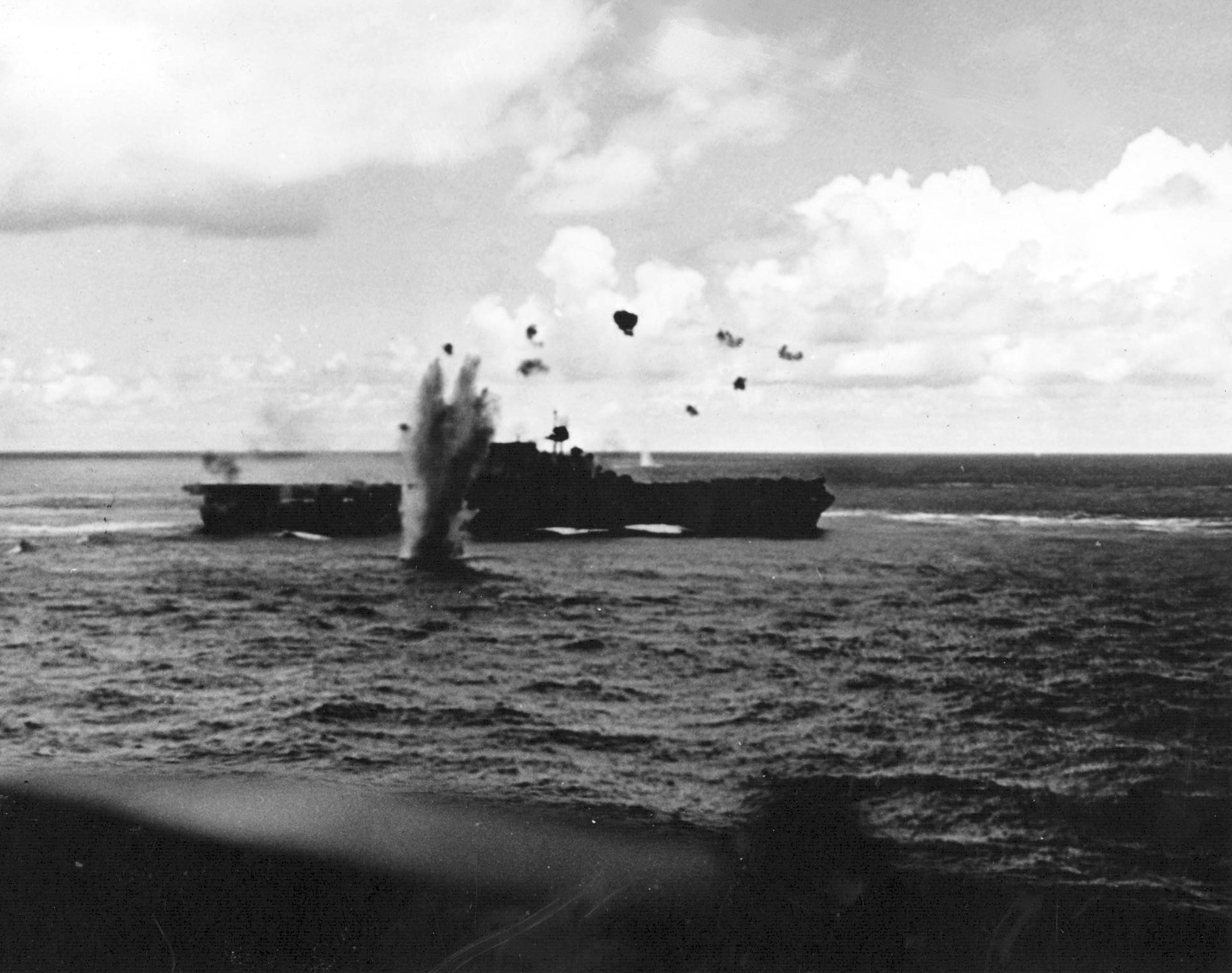
El USS Enterprise siendo bombardeado en la Batalla de Santa Cruz por bombarderos del Junyō.

En 20 de junio de 1944, mientras estaba en operaciones junto a su gemelo, el Hiyō, tomó parte en la Batalla del Mar de las Filipinas donde elfJun'yō fue alcanzado por bombas de 250 kg tras el puente desbaratando su peculiar chimenea, dañando el mástil principal y causando 53 bajas, la mayoría eran vigías operando binoculares y señaleros que fueron alcanzados por esquirlas. El Hiyō fue hundido al día siguiente de esa acción. El 3 de noviembre de 1944 al sur de la isla Mako, navegando junto al crucero Kiso fue atacado por torpedo del USS Pintado, pero el destructor de la clase Minekaze, el Akikaze deliberadamente se interpuso entre el torpedo lanzado en contra del Jun'yō, el destructor explosionó con total pérdida de vidas. El Jun'yō escapó junto al Kiso. Ese mismo año de 1944, soportó varios ataques submarinos pero no recibió daño alguno, sin embargo, el 9 de diciembre de ese año fue atacado por tres submarinos americanos y tocado por al menos un torpedo que le provocó inundaciones y escoramiento de hasta 16°; el Jun'yō a pesar de las inundaciones consiguió eludir la acción escapando a aguas someras. 
En abril de 1945 se le ordenó al Jun'yō salir al mar para unirse a la Fuerza Ten-Go y proporcionarle cobertura aérea.  Mientras cruzaba el estrecho de Bungo para unirse a la Fuerza Ten-Go, supo que había un portaaviones americano y comenzó a desplegar su aviación -torpederos B6N Jill y B7A Grace y bombarderos en picado D4Y Judy-, la cual iba sin cazas que le escoltaran, pues estos iban a ser usados para brindar cobertura aérea a la Fuerza Ten-Go. Sin embargo pronto el Jun'yō fue divisado por el submarino USS Hackleback, que le disparó una salva de 3 torpedos, los cuales impactaron en estribor y causaron explosiones e incendios graves, haciendo escorar al barco y obligándolo a encallar para evitar que se hundiera. Llegó a Sasebo 5 días después para reparaciones mayores las cuales fueron suspendidas en abril de 1945. 
El fin de la guerra lo sorprendió en Sasebo semireparado, pero semiabandonado por falta de petróleo y aviones. 
Fue desarmado en 1945 y desguazado en 1947.

## Notas

Galería de imágenes del Jun'yō
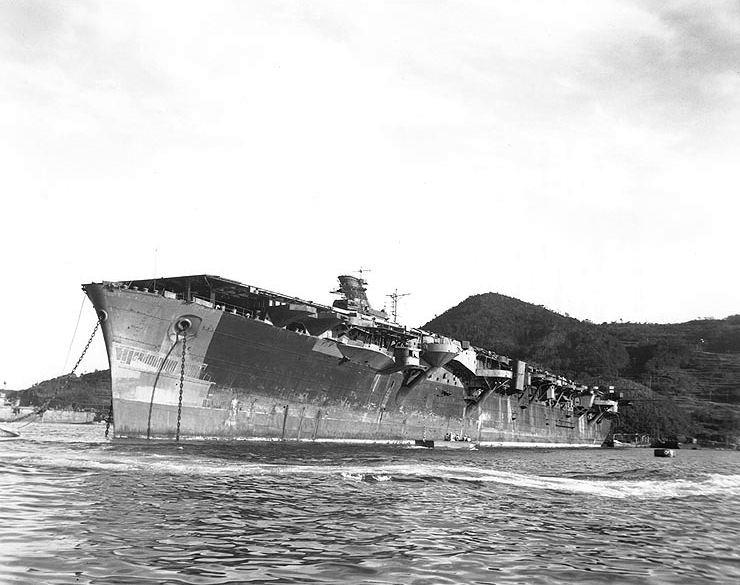
El Jun'yō al momento de la rendición en septiembre de 1945.
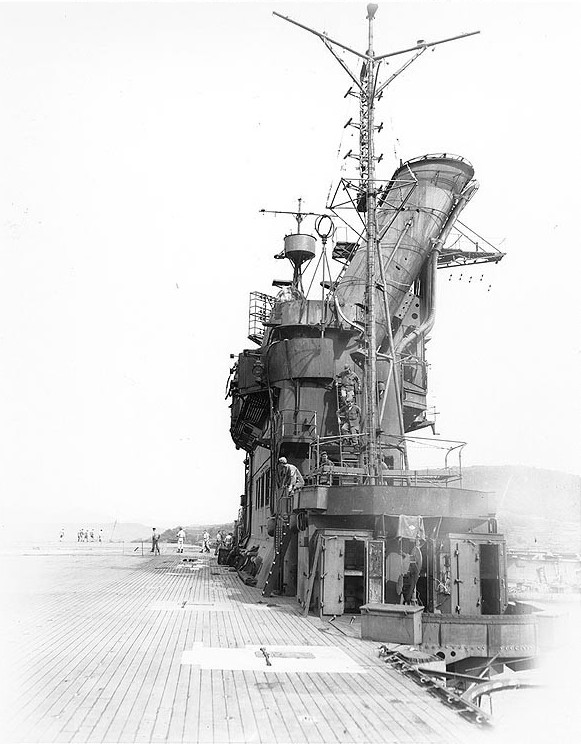
El puente-isla del Jun'yō en 1945, visto desde popa.
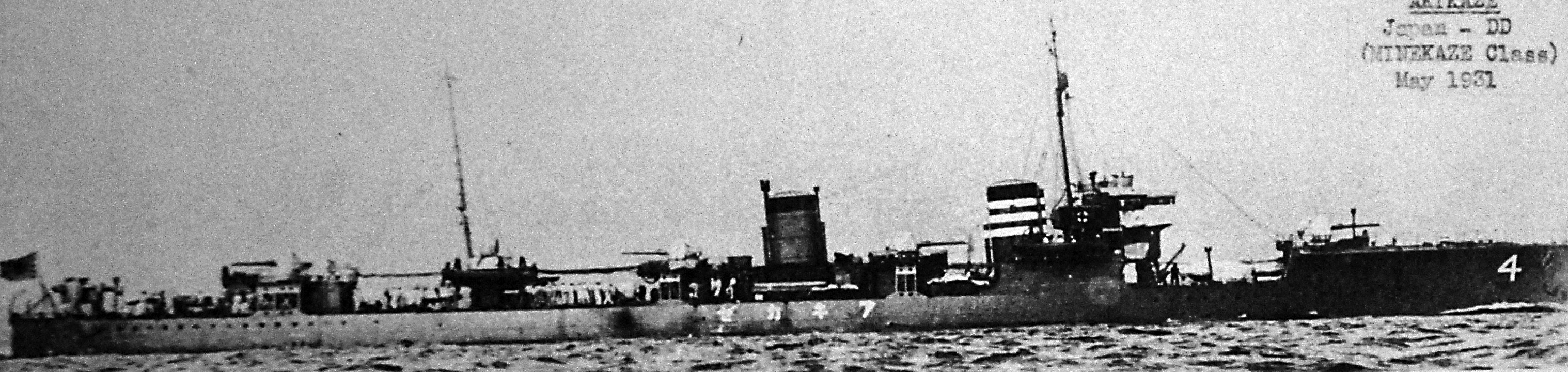
El destructor Akikaze cuya acción de sacrificio el 3 de noviembre de 1944 salvó al Jun'yō de ser torpedeado.
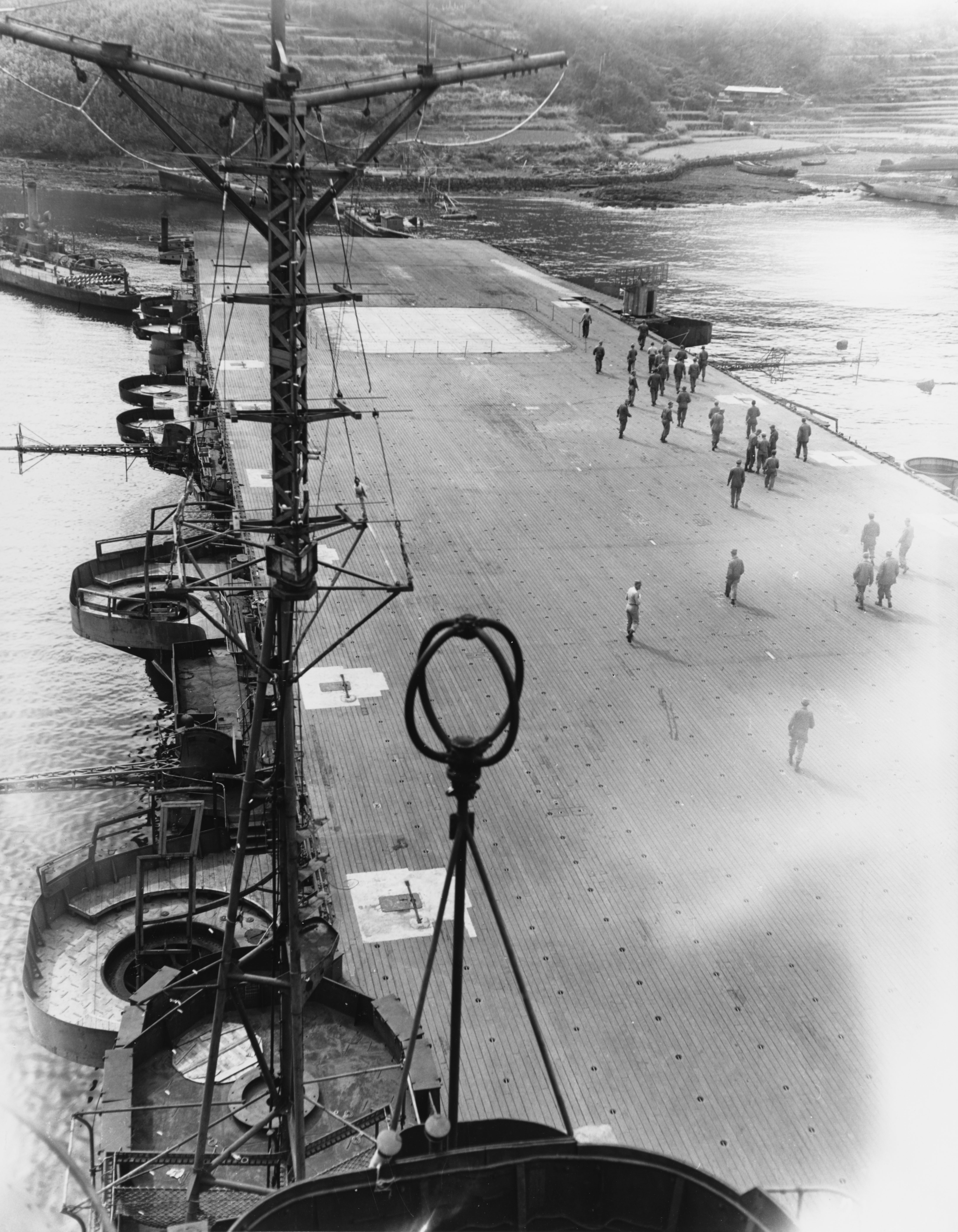
Vista desde el puente isla hacia cubierta de vuela a popa(el radar tipo 13 es visible en el mástil).
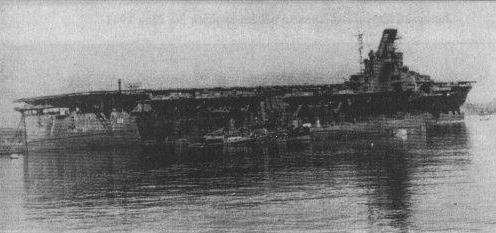
El Jun'yō con camuflaje tipo 21 y 22 en 1945.